# Haradzionka
Haradzionka (biał. Гарадзёнка; ros. Городёнка, Gorodionka) – wieś na Białorusi, w obwodzie witebskim, w rejonie dokszyckim, w sielsowiecie Biehomla. W 2009 roku liczyła 5 mieszkańców.